# Галац (повіт)
Гала́ц (рум. Galaţi - Ґалаць) — повіт на сході Румунії, в межиріччі Пруту, Серету і Дунаю в Румунській Молдові. Площа 4466 км². Населення 619,6 тис. чоловік (2002), зокрема міського 46 %. Адміністративний центр — м. Галац. Розташований переважно в східній частині Нижньодунайської рівнини (низовина Береган).

## Географія
Земля повіту рівнинна між річками Прут на сході і Серет на заході, які вливаються у Дунай на півдні. Інша річка: Бирлад.

## Населення
Дані перепису 2002 року: понад 98 % — румуни, менше 2 % — росіяни, українці, цигани.

## Муніципалітети
- Галац
- Текуч

## Міста
- Берешть
- Тирґу-Бужор

## Господарство
Промисловість пов'язана головним чином з переробкою місцевої з.-х. продукції: борошномельне і плодоконсервне виробництво, виноробство (особливо в Лієшть, Никорешть). Різноманітніший характер має промисловість м. Галац. У сільському господарстві переважає зерновий напрям (кукурудза, пшениця, рис); з технічних культур є посіви соняшнику, цукрового буряка; овочівництво. На З. повіту виноградники. Вівчарство, головним чином тонкорунні породи. Рибальство — на Дунаї.
| Румунія | Це незавершена стаття з географії Румунії. Ви можете допомогти проєкту, виправивши або дописавши її. |